# Остров Ермолова
О́стров Ермо́лова — остров архипелага Норденшёльда. Административно относится к Таймырскому району Красноярского края России.

## Расположение
Расположен в северной части архипелага в 5 километрах к югу от острова Русский. Входит в состав островов Литке, лежит в их северной части. С севера, запада и юго-востока окружён другими островами архипелага: к северу — острова Русский, Гидрографов и Шилейко, к западу — остров Торосный, к юго-востоку — острова Педашенко и Унковского. У юго-восточного побережья острова находится небольшой безымянный остров. К северу за проливом Ленина лежат острова Пахтусова.

## Описание
Остров Ермолова является самым крупным из островов Литке и одним из самых крупных во всём архипелаге Норденшёльда. Имеет неровную вытянутую с запада на восток овальную форму с узким полуостровом длиной 3,5 километра в западной части. Длина острова от западного мыса Каменистого до восточного мыса Поворотного составляет около 13 километров, ширина — чуть менее 6 километров в центральной части. С севера в остров врезается бухта Заманчивая с узким, не более 300 метров, горлом длиной около километра и округлой основной частью, диаметром около 1,5 километра.
Практически всю территорию острова занимают невысокие пологие скалы высотой 25 метров на западе, 29-35 метров в центральной части и до 40 метров (наивысшая точка острова) на востоке. По склонам возвышенностей и вдоль побережья острова разбросаны скопления каменистых россыпей. К юго-западному побережью и в бухту Заманчивую сбегают с возвышенностей несколько мелких непостоянных (промерзающих зимой) безымянных ручьёв. В центральной части острова расположено несколько небольших бессточных озёр. Берега по большей части пологие, лишь на западном полуострове небольшие обрывы.
Большая часть острова свободна ото льда. Растительность представлена мохово-лишайниковыми сообществами и короткой жёсткой травой. На восточной возвышенности установлен геодезический пункт.

## История
Своё название остров получил в 1901 году от арктического исследователя Эдуарда Васильевича Толля в ходе экспедиции на шхуне «Заря» в честь Алексея Сергеевича Ермолова — государственного и общественного деятеля дореволюционной России, учёного-агронома и почетного члена Петербургской Академии Наук. Эдуард Толль служил под началом Ермолова до ухода в экспедицию.